# Quahadi
Quahadi ('antilope'; Kwahadi, Kwahari, Kuahadi, Llaneros, Quaahda, Quahada) je značajna banda Comanche Indijanaca čiji je teritorij bio Llano Estacado u zapadnom Teksasu. Antilopa, što je prijevod njihovog imena bila je česta u tom kraju, i predstavljala za njih važan izvor hrane. Najvažniji, i posljednji poglavica bio im je čuveni Quanah Parker.